# Moteur-roue
Le moteur-roue est un ensemble qui comprend un moteur incorporé dans une roue capable de propulser un véhicule. L'avantage principal d'un tel système est son encombrement réduit et le fait qu'il ne nécessite pas de transmission.

## Histoire
Le moteur-roue est un concept utilisé depuis le début du XXe siècle, avec notamment le moteur-roue électrique de 1899 par Ferdinand Porsche sur la Lohner-Porsche, le moteur thermique de la moto Mégola, des moteurs hydrauliques sur des engins de chantier ou de manutention lourde (Poclain), etc.
Voici quelques exemples reliés à ce concept de moteur-roue :

## Moto Megola
La Megola est une moto allemande originale, avec un moteur rotatif à cinq cylindres en étoile tournant dans la roue avant. Elle fut construite entre 1921 et 1925 à 2 000 exemplaires par la Deutsche-Megola-Werke G.m.b.H à Munich.

## Roverlunaire

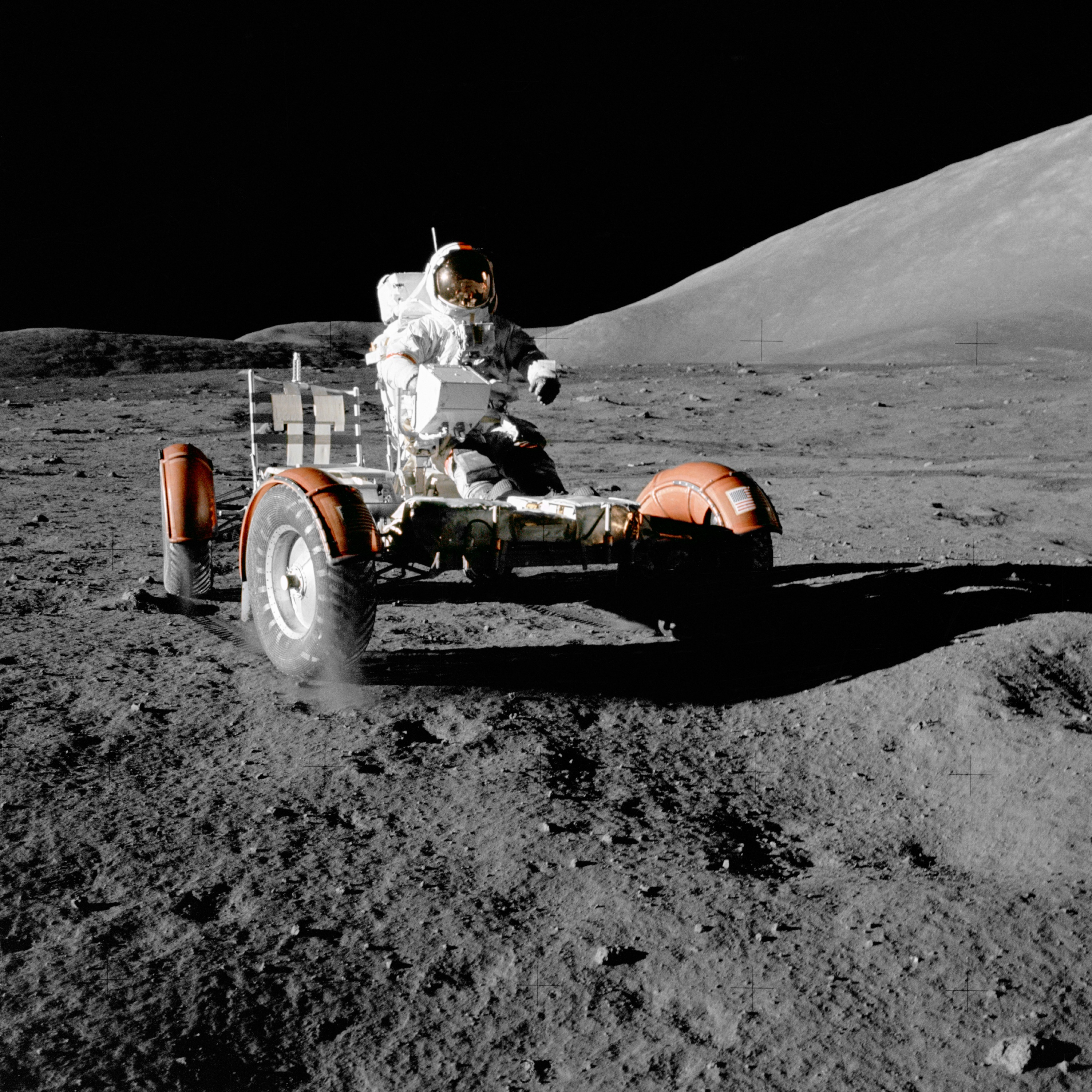
Eugene A. Cernan conduisant un rover lunaire lors de la mission Apollo 17.

Le rover lunaire, dont les quatre roues sont motrices, a été construit pour la conquête de la Lune : chaque roue est entrainée par un moteur électrique, développant une puissance de 0,25 ch (0,2 kW) associé à un réducteur de type « harmonic drive » de rapport 1/80. L'ensemble est scellé et rempli d'azote pour lutter contre l'échauffement dans le vide spatial.

## Trolleybus Cristalis
L'Irisbus Cristalis est un trolleybus disponible en deux versions de 12  et   18 mètres appelées ETB 12 et ETB 18. La difficulté d’installer un moteur de traction de 80 kW dans le moyeu de la roue a obligé à concevoir un moteur ultra-compact tournant à très haute vitesse (9 000 tr/min), refroidi par eau. C’est un moteur triphasé asynchrone choisi pour son excellent rapport poids/puissance. Ce moteur est accouplé à un réducteur sur lequel vient se fixer la jante. Pour réaliser un ensemble le plus compact possible, Michelin a développé un pneu double-largeur qui permet de remplacer les classiques pneus jumelés. Un frein à bain d’huile complète l’ensemble. Le bruit du réducteur tournant à haute vitesse est la principale source de bruit du Cristalis.

## Moteur-roue d'Hydro-Québec

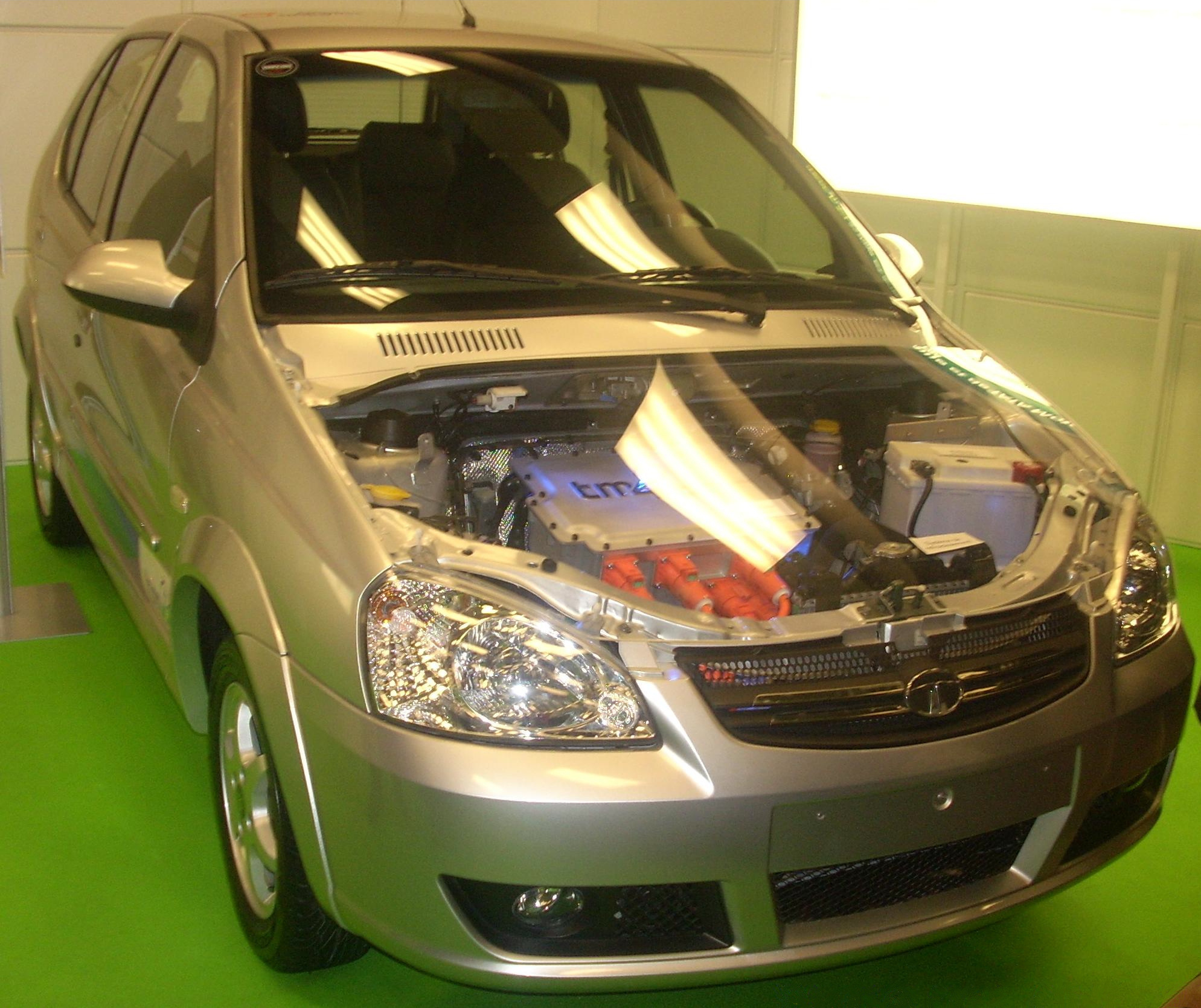
La Tata Indica EV, équipée du moteur Electric TM4 d'Hydro-Québec.

Le moteur-roue d'Hydro-Québec fut conçu en 1994 par l'équipe du physicien Pierre Couture. Il visait le remplacement du moteur à explosion, utilisé dans la grande majorité des véhicules automobiles, par quatre moteurs électriques situés dans les roues de la voiture et alimentés par une batterie électrique. Celle-ci peut récupérer l'énergie de freinage du véhicule (si celui-ci est conçu pour cela) mais aussi être rechargée à l'aide du réseau domestique d'électricité.
En raison de l'absence de liens solides avec le milieu des constructeurs automobiles, la société décide d'abandonner le projet, ou de le vendre.
Une dizaine d'années plus tard, un nouveau groupe présente un nouveau moteur, l'Electric TM4, tenant compte des travaux initiaux de l’équipe de Couture mais qui n'est pas un moteur-roue.

## Active Wheel
Le système Active Wheel mis au point par Michelin, est un ensemble de fonctions intégrées dans la roue et qui comprend, en plus de ses fonctions habituelles, le moteur électrique de traction, un moteur et le système de suspension active électrique qui permet de faire varier la hauteur de la caisse sur une course importante, mais aussi d'incliner la caisse dans les virages pour améliorer la tenue de route, et le système de freinage à ventilation forcée. L’Active Wheel tente de limiter les masses non suspendues, et donc l'inertie de la roue, par rapport à un moteur roue classique et, par conséquent, de préserver la tenue de route, ce qui est jusqu'ici un point faible du concept de moteur-roue[réf. souhaitée].
L’Active Wheel a été présentée sur le démonstrateur technologique Michelin HY-Light dont la source d'énergie est une pile à combustible à l'hydrogène, ainsi que sur la Venturi Volage et la Will d'Heuliez (Opel) qui sont prévues sur batteries lithium-ion ou lithium-polymère vers 2012. Il faut noter que ce dispositif est différent du moteur-roue d'Hydro-Québec, lequel était sans démultiplication (moteur beaucoup plus gros et plus lourd) et assurait seulement les fonctions de traction et de freinage (avec récupération partielle de l'énergie du freinage), mais avec une masse non suspendue non négligeable qui nuit à la tenue de route.[réf. nécessaire]
Les inconvénients du moteur-roue à démultiplication sont une complexité mécanique accrue qui augmente les coûts de fabrication et de réparation, et une vitesse de rotation des éléments plus grande qui tend à diminuer l'efficacité et la fiabilité de l'ensemble.

## Roue de Copenhague
Développée dès 2008 et disponible dès 2009 au COP15, la roue de Copenhague, partenariat du Massachusetts Institute of Technology (MIT), de la commune de Copenhague, de Ducati Energia (en) et le ministère de l'Environnement italien, est une roue qui permet de récupérer l'énergie du freinage et de la restituer via un moteur sous forme d'énergie motrice. Elle transforme un simple vélo en vélo électrique.

## ez-Wheel
Mis au point en 2009 par la société du même nom, l'ez-Wheel est un moteur-roue électrique autonome en énergie. Le moyeu de la roue intègre tous les organes d'une chaîne de traction électrique, c'est-à-dire le moteur de traction, une batterie d'accumulateurs, et l'électronique de contrôle moteur et de gestion batterie. Le principal avantage de ce procédé est qu'il permet de supprimer du véhicule tous les autres composants, y compris le câblage, facilitant considérablement l’intégration d'une motorisation électrique par rapport aux solutions classiques. Ce concept est dédié aux applications de mobilité légère, avec une puissance pointe de la motorisation de l'ordre du kilowatt, pour une vitesse de rotation de 100 à 200 tr/min. Les premières applications présentées utilisant l'ez-Wheel sont une trottinette, une brouette, un fauteuil roulant, un chariot, un vélo et un triporteur de livraison.
Ez-Wheel travaille en collaboration avec le groupe Saft SA (batteries) et le groupe Leroy-Somer (moteurs).